# Лонг-Бич (город, Миннесота)
Лонг-Бич (англ. Long Beach) — город в округе Поп, штат Миннесота, США. На площади 4,2 км² (3,9 км² — суша, 0,3 км² — вода), согласно переписи 2002 года, проживают 271 человек. Плотность населения составляет 69,6 чел./км².
- FIPS-код города — 27-37970[1]
- GNIS-идентификатор — 0647027[2]